# Laurentius-Kirche (Lauta-Dorf)

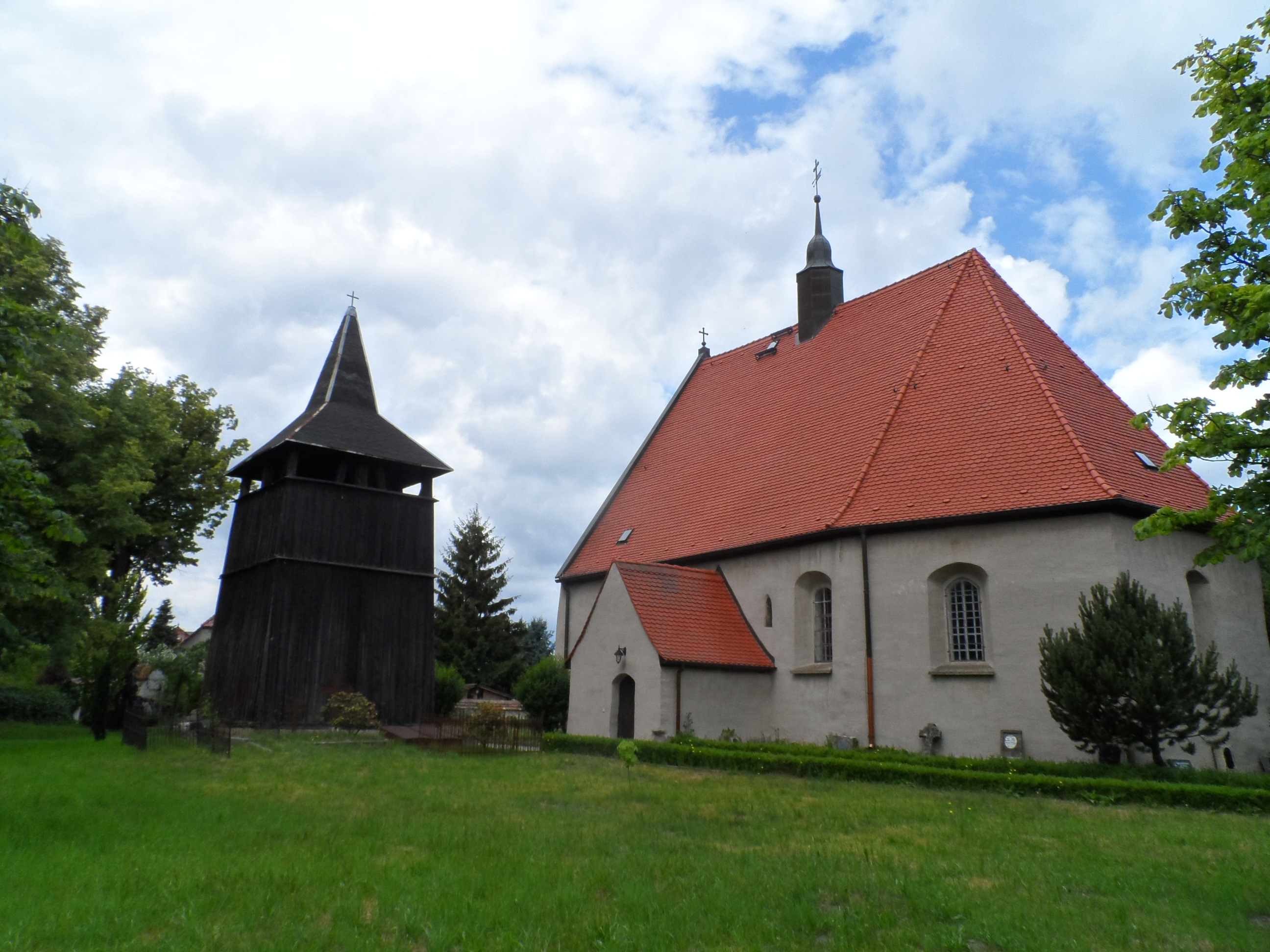
Kirche Lauta-Dorf

Die Laurentius-Kirche ist die evangelische Kirche von Lauta-Dorf, dem historischen Ortskern der Stadt Lauta im sächsischen Landkreis Bautzen. Die Kirchengemeinde gehört zum Kirchenkreis Schlesische Oberlausitz im Sprengel Görlitz der Evangelischen Kirche Berlin-Brandenburg-schlesische Oberlausitz. Sie ist nach der sagenumwobenen Laurentiusglocke benannt, die im benachbarten hölzernen Glockenstapel hängt.

## Geschichte
Die Geschichte der Kirche des Dorfes Lauta reicht bis in das späte Mittelalter zurück. 1457 wurde erstmals ein aus Feldsteinen erbautes Gotteshaus, die zum Bistum Meißen gehörige Pfarrkirche „Lawthe“, urkundlich erwähnt.
Die Dorfkirche entstand zu Beginn des 14. Jahrhunderts. Ihre heutige Gestalt erhielt sie nach dem Dreißigjährigen Krieg, in dem Dorf und Kirche schwer beschädigt wurden. 1652 begann der Wiederaufbau. Die Kirche erhielt ein steiles Satteldach mit einem mittig aufgesetzten Dachreiter. Südlich des Gebäudes steht ein verbretterter Glockenturm. Darin befinden sich zwei Glocken, die in den Jahren 1501 und 1512 gegossen wurden. Die jüngere der beiden Glocken ist dem Heiligen Laurentius gewidmet und trägt daher auf dem Glockenmantel eine Ritzzeichnung mit seinem Abbild. Die Glocke stammt der Sage nach aus einer uralten Kapelle auf dem Koschenberg. Nach der Zerstörung dieser fand sie in Lauta-Dorf ein neues Zuhause. Seit 1934 ist sie im Lautaer Stadtwappen abgebildet. In den folgenden Jahren wurden Altar (1657), Kanzel (1660) und Empore (1667) geschaffen.
Im Jahr 1944 wurde die Kirche in „Laurentius-Kirche“ umbenannt und erhielt auch ein neues Siegel. Der Erzählung nach sollte durch die Umbenennung der Kirche die kulturelle Relevanz der gleichnamigen Glocke erhöht werden. So wurde die Glocke während des Zweiten Weltkriegs nicht beschlagnahmt und eingeschmolzen, wie dies mit vielen anderen Glocken geschehen ist.
In den Jahren 2017/2018 erfolgten umfangreiche Sanierungsmaßnahmen. Im Bereich der Dachtraufe war es durch Schädlingsbefall zu massiven Schäden gekommen. Die Decke, die Fenster sowie die Orgel wurden saniert. Im Jahr 2021 konnte auch der Glockenturm saniert werden, der einen Feuchtigkeitsschaden aufwies. Die Glocken waren beschädigt, da sie an Stahlträgern befestigt waren. Nach einer Reparatur der Bronzeglocken wurden sie an Holzbalken und Holzjochen aufgehängt und konnten am 22. Juni 2021 erstmals wieder läuten.

## Ausstattung
Im Kircheninnern malte Michael Krumach in den Jahren 1663 und 1667 auf die Empore einen Bilderzyklus zur Passion Jesu. Durch hölzerne Säulen entsteht der Eindruck eines dreischiffigen Langhauses. Am Aufgang zur Kanzel ist eine Darstellung vom Traum Jakobs von der Himmelsleiter. Die Orgel stammt ursprünglich von Carl Gotthold Claunigk, wurde jedoch 1882 durch ein Werk von Conrad Geißler ersetzt. Zur weiteren Kirchenausstattung gehört auch eine Schnitzfigur aus dem 15. Jahrhundert. Sie trägt den Titel Jesus auf der Rast; es ist jedoch unklar, ob sie zur ursprünglichen Ausstattung gehört oder zu einem späteren Zeitpunkt in die Kirche kam.

## Gemeinde
Die Lautaer Pfarrgemeinde, zu der historisch die Orte Hosena, Leippe-Torno und Großkoschen gehörten, war bis zum Beginn der rasanten Industrialisierung gegen Ende des 19. Jahrhunderts überwiegend sorbischsprachig. Auch die Lautaer Pfarrer waren bis ins Jahr 1876, dem Amtsantritt von Pfarrer Friedrichs aus Halle, durchgängig Sorben.
1882 erhielt Großkoschen eine eigene Filialkirche.